# جام باشگاه‌های جهان ۲۰۱۶
جام باشگاه‌های جهان ۲۰۱۶ (با نام رسمی جام باشگاه‌های جهان ژاپن ۲۰۱۶ ارائه شده توسط علی‌بابا یون‌اواس اتو) سیزدهمین دوره از جام باشگاه‌های جهان بود، یک تورنمنت بین‌المللی فوتبال باشگاهی که توسط فیفا سازماندهی شده بین برندگان شش کنفدراسیون قاره‌ای و همچنین قهرمان لیگ کشور میزبان. این مسابقات به میزبانی ژاپن برگزار شد.
بارسلونا نتوانست از عنوان قهرمانی خود دفاع کند زیرا در مرحله یک‌چهارم نهایی لیگ قهرمانان اروپا ۱۶–۲۰۱۵ حذف شد.
رئال مادرید برای دومین بار قهرمان جام باشگاه‌های جهان شد و میزبان مسابقات، کاشیما آنتلرز را با نتیجه ۴–۲ پس از وقت اضافه در فینال شکست داد.

## انتخاب میزبان
روند درخواست برای نسخه‌های ۲۰۱۵–۲۰۱۶ و همچنین نسخه‌های ۲۰۱۷–۲۰۱۸، یعنی دو میزبان، که هر کدام دو سال میزبانی می‌کنند، در فوریه ۲۰۰۴ آغاز شد. انجمن‌های عضو علاقه‌مند به میزبانی باید تا ۳۰ مارس ۲۰۱۴ اعلامیه علاقه خود را ارائه می‌کردند و ارائه می‌کردند. مجموعه کامل اسناد مناقصه تا ۲۵ اوت ۲۰۱۴. کمیته اجرایی فیفا قرار بود در نشست خود در مراکش در دسامبر ۲۰۱۴ میزبانان را انتخاب کند. با این حال، تا سال ۲۰۱۵ چنین تصمیمی در مورد میزبانی ۲۰۱۵–۲۰۱۶ گرفته نشد.
کشورهای زیر برای میزبانی مسابقات ابراز علاقه کردند:
- هند (در نوامبر ۲۰۱۴ علاقه خود را پس گرفت)[۸]
- ژاپن

ژاپن در ۲۳ آوریل ۲۰۱۵ به طور رسمی به عنوان میزبان مسابقات ۲۰۱۵ و ۲۰۱۶ تایید شد.

## تیم‌های راه‌یافته
| تیم                   | کنفدراسیون         | نحوه صلاحیت                          | تاریخ صلاحیت       | حضور (پررنگ نشان‌دهنده قهرمانی است)                      |
| ورود از نیمه نهایی    | ورود از نیمه نهایی | ورود از نیمه نهایی                   | ورود از نیمه نهایی | ورود از نیمه نهایی                                      |
| --------------------- | ------------------ | ------------------------------------ | ------------------ | ------------------------------------------------------- |
| اتلتیکو ناسیونال      | کونمبول            | قهرمان جام لیبرتادورس ۲۰۱۶           | ۲۷ ژوئیه ۲۰۱۶      | اولین                                                   |
| رئال مادرید           | یوفا               | قهرمان لیگ قهرمانان اروپا ۱۶–۲۰۱۵    | ۲۸ مه ۲۰۱۶         | سومین (پیشین: ۲۰۰۰، ۲۰۱۴)                               |
| ورود از مرحله دوم     |                    |                                      |                    |                                                         |
| چونبوک هیوندای موتورز | ای‌اف‌سی             | قهرمان لیگ قهرمانان آسیا ۲۰۱۶        | ۲۶ نوامبر ۲۰۱۶     | دومین (قبلی: ۲۰۰۶)                                      |
| ماملودی سانداونز      | کاف                | قهرمان لیگ قهرمانان آفریقا ۲۰۱۶      | ۲۳ اکتبر ۲۰۱۶      | اولین                                                   |
| آمریکا                | کونکاکاف           | قهرمان لیگ قهرمانان کونکاکاف ۱۶–۲۰۱۵ | ۲۷ آوریل ۲۰۱۶      | سومین (قبلی: ۲۰۰۶، ۲۰۱۵)                                |
| ورود از مرحله اول     |                    |                                      |                    |                                                         |
| اوکلند سیتی           | اواف‌سی             | قهرمان لیگ قهرمانان اقیانوسیه ۲۰۱۶   | ۲۳ آوریل ۲۰۱۶      | هشتمین (قبلی: ۲۰۰۶، ۲۰۰۹، ۲۰۱۱، ۲۰۱۲، ۲۰۱۳، ۲۰۱۴، ۲۰۱۵) |
| کاشیما آنتلرز         | ای‌اف‌سی (میزبان)    | قهرمان جی‌لیگ ۲۰۱۶                    | ۳ دسامبر ۲۰۱۶      | اولین                                                   |

## ورزشگاه‌ها
دو ورزشگاه سوئیتا سیتی در شهر اوساکا و ورزشگاه بین‌المللی یوکوهاما در یوکوهاما میزبان رقابت‌ها می‌باشند.
| اوساکا                                                                    | اوساکایوکوهاما · | یوکوهاما                                                        |
| ------------------------------------------------------------------------- | ---------------- | --------------------------------------------------------------- |
| ورزشگاه سوئیتا سیتی                                                       | اوساکایوکوهاما · | ورزشگاه بین‌المللی یوکوهاما                                      |
| ۳۴°۴۸′۴۱٫۰۴″ شمالی ۱۳۵°۳۲′۲۷٫۲۴″ شرقی / ۳۴٫۸۱۱۴۰۰۰°شمالی ۱۳۵٫۵۴۰۹۰۰۰°شرقی | اوساکایوکوهاما · | ۳۵°۳۰′۳۵″ شمالی ۱۳۹°۳۶′۲۰″ شرقی / ۳۵٫۵۰۹۷۲°شمالی ۱۳۹٫۶۰۵۵۶°شرقی |
| گنجایش: ۳۹،۶۹۴                                                            | اوساکایوکوهاما · | گنجایش: ۷۲،۳۲۷                                                  |
|                                                                           | اوساکایوکوهاما · |                                                                 |

## داوران
فهرست داوران مسابقات:
| کنفدراسیون | داوران           | کمک داوران                  | کمک داور ویدئویی         |
| ---------- | ---------------- | --------------------------- | ------------------------ |
| ای‌اف‌سی     | نواف شکرالله     | ياسر طليطله طالب المری      | روشن ایرماتوف            |
| کاف        | جانی سیکازوه     | جرسون دوس سانتوس ماروا رنج  | باکاری گاساما            |
| کونکاکاف   | روبرتو گارسیا    | خوزه کامارگو آلبرتو مورین   | مارک گایگر               |
| کونمبول    | انریکه کاسرس     | ادواردو کاردوزو خوان زوریلا | آندرس کونیا              |
| اواف‌سی     | عبدالقادر زیتونی | فیلیپه ریویل                | نیک والدرون              |
| یوفا       | ویکتور کازای     | گیورگی رینگ ونسلاس توث      | دامیر اسکومینا دنی ماکلی |

کمک داوران ویدئویی در طول مسابقات مورد آزمایش قرار گرفتند. این سیستم برای اولین بار در نیمه اول بازی نیمه نهایی بین اتلتیکو ناسیونال و کاشیما آنتلرز پس از بررسی پخش مجدد ویدئویی، توسط داور مسابقه، ویکتور کازای پنالتی اعلام شد.

## بازیکنان
هر تیم باید یک تیم ۲۳ نفره (که سه نفر از آنها باید دروازه‌بان باشند) را معرفی می‌کرد. تعویض بازیکن مصدوم تا ۲۴ ساعت قبل از اولین بازی تیم مجاز بود. ترکیب رسمی تیم‌ها (به استثنای تیم میزبان که هنوز مشخص نشده بود) در ۱ دسامبر ۲۰۱۶ اعلام شد.

## مسابقات
برنامه مسابقات در ۱۵ ژوئیه ۲۰۱۶ اعلام شد.
قرعه‌کشی در ۲۱ سپتامبر ۲۰۱۶، ساعت ۱۱:۰۰ سی‌ای‌اس‌تی (یوتی‌سی ۲:۰۰+)، در مقر فیفا در زوریخ، سوئیس، برای تعیین موقعیت‌های سه تیمی که وارد مرحله دوم می‌شدند، برگزار شد.
اگر یک مسابقه بعد از زمان عادی بازی مساوی می‌شد:
- برای مسابقات حذفی وقت اضافه انجام می‌شد. اگر بعد از وقت اضافه باز هم مساوی بود، ضربات پنالتی برای تعیین برنده انجام می‌شد.
- برای مسابقه مقام سوم و پنجم وقت اضافه انجام نمی‌شد و برای تعیین برنده، ضربات پنالتی انجام می‌شد.

در ۱۸ مارس ۲۰۱۶، کمیته اجرایی فیفا موافقت کرد که این رقابت بخشی از آزمایش هیئت بین‌المللی فوتبال باشد تا امکان انجام تعویض چهارم در وقت‌های اضافه فراهم شود.
|  | مرحله اول             | مرحله اول          |                      |                       | مرحله دوم          | مرحله دوم          |         |         | نیمه نهایی | نیمه نهایی |  |  | فینال                | فینال                |
|  | ۸ دسامبر – یوکوهاما   |                    |                      |                       |                    |                    |         |         |            |            |  |  |                      |                      |
|  | کاشیما آنتلرز         | ۲                  |                      |                       | ۱۱ دسامبر – اوساکا | ۱۱ دسامبر – اوساکا |         |         |            |            |  |  |                      |                      |
|  | کاشیما آنتلرز         | ۲                  |                      |                       | ۱۱ دسامبر – اوساکا | ۱۱ دسامبر – اوساکا |         |         |            |            |  |  |                      |                      |
|  | اوکلند سیتی           | ۱                  |                      |                       | ماملودی سانداونز   | ۰                  |         |         |            |            |  |  |                      |                      |
|  | اوکلند سیتی           | ۱                  | ۱۴ دسامبر – اوساکا   |                       | ماملودی سانداونز   | ۰                  |         |         |            |            |  |  |                      |                      |
|  |                       |                    |                      |                       | کاشیما آنتلرز      | ۲                  |         |         |            |            |  |  |                      |                      |
|  | اتلتیکو ناسیونال      | ۰                  |                      |                       | کاشیما آنتلرز      | ۲                  |         |         |            |            |  |  |                      |                      |
|  | اتلتیکو ناسیونال      | ۰                  |                      |                       |                    |                    |         |         |            |            |  |  |                      |                      |
|  |                       |                    | کاشیما آنتلرز        | ۳                     |                    |                    |         |         |            |            |  |  |                      |                      |
|  |                       |                    | کاشیما آنتلرز        | ۳                     |                    |                    |         |         |            |            |  |  |                      |                      |
|  |                       |                    | ۱۸ دسامبر – یوکوهاما |                       |                    |                    |         |         |            |            |  |  |                      |                      |
|  |                       |                    |                      |                       |                    |                    |         |         |            |            |  |  |                      |                      |
|  | رئال مادرید (و.ا.)    | ۴                  |                      |                       |                    |                    |         |         |            |            |  |  |                      |                      |
|  | رئال مادرید (و.ا.)    | ۴                  | ۹ دسامبر – اوساکا    |                       |                    |                    |         |         |            |            |  |  |                      |                      |
|  |                       | کاشیما آنتلرز      | ۲                    |                       |                    |                    |         |         |            |            |  |  |                      |                      |
|  |                       |                    | ۲                    | چونبوک هیوندای موتورز | ۱                  |                    |         |         |            |            |  |  |                      |                      |
|  | ۱۵ دسامبر – یوکوهاما  |                    |                      | چونبوک هیوندای موتورز | ۱                  |                    |         |         |            |            |  |  |                      |                      |
|  |                       | آمریکا             | ۲                    |                       |                    |                    |         |         |            |            |  |  |                      |                      |
|  | آمریکا                | آمریکا             | ۲                    | ۰                     |                    |                    |         |         |            |            |  |  |                      |                      |
|  | آمریکا                | مقام پنجم          | مقام پنجم            | ۰                     |                    |                    | رده‌بندی | رده‌بندی |            |            |  |  |                      |                      |
|  |                       | مقام پنجم          | مقام پنجم            |                       | رئال مادرید        | ۲                  | رده‌بندی | رده‌بندی |            |            |  |  |                      |                      |
|  | ماملودی سانداونز      | ۱                  | اتلتیکو ناسیونال (پ) | ۲ (۴)                 | رئال مادرید        | ۲                  |         |         |            |            |  |  |                      |                      |
|  | ماملودی سانداونز      | ۱                  | اتلتیکو ناسیونال (پ) | ۲ (۴)                 |                    |                    |         |         |            |            |  |  |                      |                      |
|  | چونبوک هیوندای موتورز | ۴                  | آمریکا               | ۲ (۳)                 |                    |                    |         |         |            |            |  |  |                      |                      |
|  | چونبوک هیوندای موتورز | ۴                  | آمریکا               | ۲ (۳)                 |                    |                    |         |         |            |            |  |  |                      |                      |
|  | ۱۴ دسامبر – اوساکا    | ۱۴ دسامبر – اوساکا |                      |                       |                    |                    |         |         |            |            |  |  | ۱۸ دسامبر – یوکوهاما | ۱۸ دسامبر – یوکوهاما |

تمامی زمان‌ها به وقت محلی می‌باشند، (یوتی‌سی ۹:۰۰+).

### مرحله اول
| ۸ دسامبر ۲۰۱۶ ۱۹:۳۰ | کاشیما آنتلرز              | ۲–۱   | اوکلند سیتی      | ورزشگاه بین‌المللی یوکوهاما، یوکوهاما تماشاگران: ۱۷،۶۶۷ داور: جانی سیکازوه (زامبیا) |
| ۸ دسامبر ۲۰۱۶ ۱۹:۳۰ | آکاساکی ۶۷' · کانازاکی ۸۸' | گزارش | کیم دائه-ووک ۵۰' | ورزشگاه بین‌المللی یوکوهاما، یوکوهاما تماشاگران: ۱۷،۶۶۷ داور: جانی سیکازوه (زامبیا) |
| ۸ دسامبر ۲۰۱۶ ۱۹:۳۰ |                            |       |                  | ورزشگاه بین‌المللی یوکوهاما، یوکوهاما تماشاگران: ۱۷،۶۶۷ داور: جانی سیکازوه (زامبیا) |

### مرحله دوم
| ۱۱ دسامبر ۲۰۱۶ ۱۶:۰۰ | چونبوک هیوندای موتورز | ۱–۲   | آمریکا         | ورزشگاه سوئیتا سیتی، اوساکا تماشاگران: ۱۴،۵۸۷ داور: ویکتور کازای (مجارستان) |
| ۱۱ دسامبر ۲۰۱۶ ۱۶:۰۰ | کیم بو-کیونگ ۲۳'      | گزارش | رومرو ۵۸'، ۷۴' | ورزشگاه سوئیتا سیتی، اوساکا تماشاگران: ۱۴،۵۸۷ داور: ویکتور کازای (مجارستان) |
| ۱۱ دسامبر ۲۰۱۶ ۱۶:۰۰ |                       |       |                | ورزشگاه سوئیتا سیتی، اوساکا تماشاگران: ۱۴،۵۸۷ داور: ویکتور کازای (مجارستان) |

| ۱۱ دسامبر ۲۰۱۶ ۱۹:۳۰ | ماملودی سانداونز | ۰–۲   | کاشیما آنتلرز           | ورزشگاه سوئیتا سیتی، اوساکا تماشاگران: ۲۱،۷۰۲ داور: روبرتو گارسیا (مکزیک) |
| ۱۱ دسامبر ۲۰۱۶ ۱۹:۳۰ |                  | گزارش | اندو ۶۳' · کانازاکی ۸۸' | ورزشگاه سوئیتا سیتی، اوساکا تماشاگران: ۲۱،۷۰۲ داور: روبرتو گارسیا (مکزیک) |
| ۱۱ دسامبر ۲۰۱۶ ۱۹:۳۰ |                  |       |                         | ورزشگاه سوئیتا سیتی، اوساکا تماشاگران: ۲۱،۷۰۲ داور: روبرتو گارسیا (مکزیک) |

### مسابقه برای مقام پنجم
| ۱۴ دسامبر ۲۰۱۶ ۱۶:۳۰ | چونبوک هیوندای موتورز                                                          | ۴–۱   | ماملودی سانداونز | ورزشگاه سوئیتا سیتی، اوساکا تماشاگران: ۵،۹۳۸ داور: نواف شکرالله (بحرین) |
| ۱۴ دسامبر ۲۰۱۶ ۱۶:۳۰ | کیم بو-کیونگ ۱۸' · لی جونگ-هو ۲۹' · ناسکیمنتو ۴۱' (گل‌به‌خودی) · کیم شین-ووک ۸۹' | گزارش | تائو ۴۸'         | ورزشگاه سوئیتا سیتی، اوساکا تماشاگران: ۵،۹۳۸ داور: نواف شکرالله (بحرین) |
| ۱۴ دسامبر ۲۰۱۶ ۱۶:۳۰ |                                                                                |       |                  | ورزشگاه سوئیتا سیتی، اوساکا تماشاگران: ۵،۹۳۸ داور: نواف شکرالله (بحرین) |

### نیمه نهایی
| ۱۴ دسامبر ۲۰۱۶ ۱۹:۳۰ | اتلتیکو ناسیونال | ۰–۳   | کاشیما آنتلرز                       | ورزشگاه سوئیتا سیتی، اوساکا تماشاگران: ۱۵،۰۵۰ داور: ویکتور کازای (مجارستان) |
| ۱۴ دسامبر ۲۰۱۶ ۱۹:۳۰ |                  | گزارش | دوی ۳۳' (پ) · اندو ۸۳' · سوزوکی ۸۵' | ورزشگاه سوئیتا سیتی، اوساکا تماشاگران: ۱۵،۰۵۰ داور: ویکتور کازای (مجارستان) |
| ۱۴ دسامبر ۲۰۱۶ ۱۹:۳۰ |                  |       |                                     | ورزشگاه سوئیتا سیتی، اوساکا تماشاگران: ۱۵،۰۵۰ داور: ویکتور کازای (مجارستان) |

| ۱۵ دسامبر ۲۰۱۶ ۱۹:۳۰ | آمریکا | ۰–۲   | رئال مادرید                 | ورزشگاه بین‌المللی یوکوهاما، یوکوهاما تماشاگران: ۵۰،۱۱۷ داور: انریکه کاسرس (پرتغال) |
| ۱۵ دسامبر ۲۰۱۶ ۱۹:۳۰ |        | گزارش | بنزما ۴۵+۲' · رونالدو ۹۰+۳' | ورزشگاه بین‌المللی یوکوهاما، یوکوهاما تماشاگران: ۵۰،۱۱۷ داور: انریکه کاسرس (پرتغال) |
| ۱۵ دسامبر ۲۰۱۶ ۱۹:۳۰ |        |       |                             | ورزشگاه بین‌المللی یوکوهاما، یوکوهاما تماشاگران: ۵۰،۱۱۷ داور: انریکه کاسرس (پرتغال) |

### رده بندی
| ۱۸ دسامبر ۲۰۱۶ ۱۶:۰۰ | آمریکا                                          | ۲–۲          | اتلتیکو ناسیونال                             | ورزشگاه بین‌المللی یوکوهاما، یوکوهاما تماشاگران: ۴۴،۶۲۵ داور: نواف شکرالله (بحرین) |
| ۱۸ دسامبر ۲۰۱۶ ۱۶:۰۰ | آرویو ۳۸' · پرالتا ۶۶' (پ)                      | گزارش        | سامودیو ۶' (گل‌به‌خودی) · گوئرا ۲۶'            | ورزشگاه بین‌المللی یوکوهاما، یوکوهاما تماشاگران: ۴۴،۶۲۵ داور: نواف شکرالله (بحرین) |
| ۱۸ دسامبر ۲۰۱۶ ۱۶:۰۰ | · مارتینز · سامودیو · کویینترو · پرالتا · آرویو | پنالتی‌ها ۳–۴ | · موسکوئرا · نیتو · بوکانیگرا · تورس · بورخا | ورزشگاه بین‌المللی یوکوهاما، یوکوهاما تماشاگران: ۴۴،۶۲۵ داور: نواف شکرالله (بحرین) |

### فینال
| ۱۸ دسامبر ۲۰۱۶ ۱۹:۳۰ | رئال مادرید                           | ۴–۲ (و.ا.) | کاشیما آنتلرز     | ورزشگاه بین‌المللی یوکوهاما، یوکوهاما تماشاگران: ۶۸،۷۴۲ داور: جانی سیکازوه (زامبیا) |
| ۱۸ دسامبر ۲۰۱۶ ۱۹:۳۰ | بنزما ۹' · رونالدو ۶۰' (پ)، ۹۸'، ۱۰۴' | گزارش      | شیباساکی ۴۴'، ۵۲' | ورزشگاه بین‌المللی یوکوهاما، یوکوهاما تماشاگران: ۶۸،۷۴۲ داور: جانی سیکازوه (زامبیا) |
| ۱۸ دسامبر ۲۰۱۶ ۱۹:۳۰ |                                       |            |                   | ورزشگاه بین‌المللی یوکوهاما، یوکوهاما تماشاگران: ۶۸،۷۴۲ داور: جانی سیکازوه (زامبیا) |

## قهرمان
| قهرمان جام باشگاه‌های جهان ۲۰۱۶ |
| ------------------------------ |
| رئال مادرید                    |
| دومین قهرمانی                  |

## گلزنان
| رتبه | بازیکن            | باشگاه                | تعداد گل |
| ---- | ----------------- | --------------------- | -------- |
| ۱    | کریستیانو رونالدو | رئال مادرید           | ۴        |
| ۲    | سیلویو رومرو      | آمریکا                | ۲        |
| ۲    | کیم بو-کیونگ      | چونبوک هیوندای موتورز | ۲        |
| ۲    | یاسوشی اندو       | کاشیما آنتلرز         | ۲        |
| ۲    | مو کانازاکی       | کاشیما آنتلرز         | ۲        |
| ۲    | گاکو شیباساکی     | کاشیما آنتلرز         | ۲        |
| ۲    | کریم بنزما        | رئال مادرید           | ۲        |
| ۸    | مایکل آرویو       | آمریکا                | ۱        |
| ۸    | اوریبه پرالتا     | آمریکا                | ۱        |
| ۸    | آلخاندرو گوئرا    | اتلتیکو ناسیونال      | ۱        |
| ۸    | کیم دائه-ووک      | اوکلند سیتی           | ۱        |
| ۸    | کیم شین-ووک       | چونبوک هیوندای موتورز | ۱        |
| ۸    | لی جونگ-هو        | چونبوک هیوندای موتورز | ۱        |
| ۸    | شوهی آکاساکی      | کاشیما آنتلرز         | ۱        |
| ۸    | شوما دوی          | کاشیما آنتلرز         | ۱        |
| ۸    | یوما سوزوکی       | کاشیما آنتلرز         | ۱        |
| ۸    | پرسی تائو         | ماملودی سانداونز      | ۱        |

۱ گل به خودی
- ریکاردو ناسکیمنتو (از ماملودی سانداونز، در مقابل چونبوک هیوندای موتورز)
- میگل سامودیو (از آمریکا، در مقابل اتلتیکو ناسیونال)

## جوایز
در پایان مسابقات جوایز زیر اهدا شد:
| توپ طلای آدیداس جایزه علی‌بابا یون‌اواس اتو | توپ نقره آدیداس           | توپ برنز آدیداس               |
| ----------------------------------------- | ------------------------- | ----------------------------- |
| کریستیانو رونالدو (رئال مادرید)           | لوکا مودریچ (رئال مادرید) | گاکو شیباساکی (کاشیما آنتلرز) |
| جایزه بازی جوانمردانه                     |                           |                               |
| کاشیما آنتلرز                             |                           |                               |

فیفا همچنین جایزه بهترین بازیکن بازی را در این مسابقات معرفی کرد.
| مسابقه | بهترین بازیکن بازی | باشگاه                | حریف                  |
| ------ | ------------------ | --------------------- | --------------------- |
| ۱      | ریوتا ناگاکی       | کاشیما آنتلرز         | اوکلند سیتی           |
| ۲      | سیلویو رومرو       | آمریکا                | چونبوک هیوندای موتورز |
| ۳      | مو کانازاکی        | کاشیما آنتلرز         | ماملودی سانداونز      |
| ۴      | لی جائه سونگ       | چونبوک هیوندای موتورز | ماملودی سانداونز      |
| ۵      | هیتوشی سوگاهاتا    | کاشیما آنتلرز         | اتلتیکو ناسیونال      |
| ۶      | لوکا مودریچ        | رئال مادرید           | آمریکا                |
| ۷      | اورلاندو بریو      | اتلتیکو ناسیونال      | آمریکا                |
| ۸      | کریستیانو رونالدو  | رئال مادرید           | کاشیما آنتلرز         |